# Здание главного корпуса Ростовского мореходного училища дальнего плавания
Здание главного корпуса Ростовского мореходного училища дальнего плавания — здание в Ростове-на-Дону, построенное в 1914 году для Ростовского мореходного училища дальнего плавания. Располагается по адресу: ул. Седова, 8/2 литер А. В настоящее время в здании размещается главный корпус Института водного транспорта им. Г. Я. Седова. Здание главного корпуса Ростовского мореходного училища дальнего плавания имеет статус объекта культурного наследия регионального значения.

## История
Мореходные классы были открыты в Ростове-на-Дону в 1876 году, а в 1896 году для них было построено собственное здание. К началу XX века мореходные классы были преобразованы в «Мореходное училище дальнего плавания». Появилась необходимость построить для училища новый учебный корпус. Здание главного корпуса Ростовского мореходного училища дальнего плавания было построено в 1914 году неподалёку от первого здания мореходных классов.
В 1974 году на фасаде здания была установлена мемориальная доска с текстом: «В этом здании учились мореходному искусству М. П. Белоусов и Н. А. Лунин. За героизм и мужество, проявленные при выполнении заданий Родины, они удостоены звания Героя Советского Союза». Постановлением Главы Администрации Ростовской области № 411 от 9 октября 1998 года здание главного корпуса Ростовского мореходного училища дальнего плавания было взято под государственную охрану как объект культурного наследия регионального значения.

## Архитектура
Здание построено в стиле модерн. Имеет прямоугольную конфигурацию в плане, протяжённый фасад выходит на улицу Седова. Строение кирпичное двухэтажное с скатной крышей. Центральная часть фасада выделена раскреповкой и имеет дугообразное завершение. Боковые ризалиты главного фасада имеют по краям раскреповки, украшенные аттиками. В оформлении фасада использованы каплевидные вставки, междуэтажные пояски, кирпичные сандрики, штукатурные наличники. Здание имеет коридорную систему планировки с двусторонним расположением помещений.

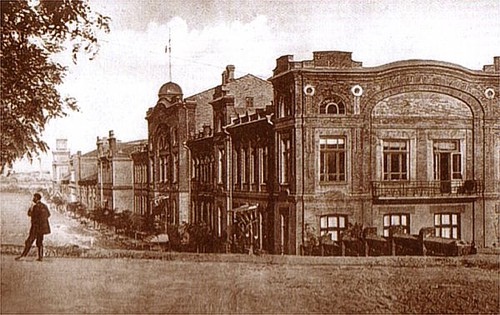
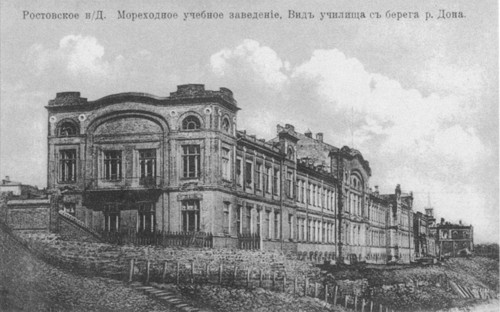
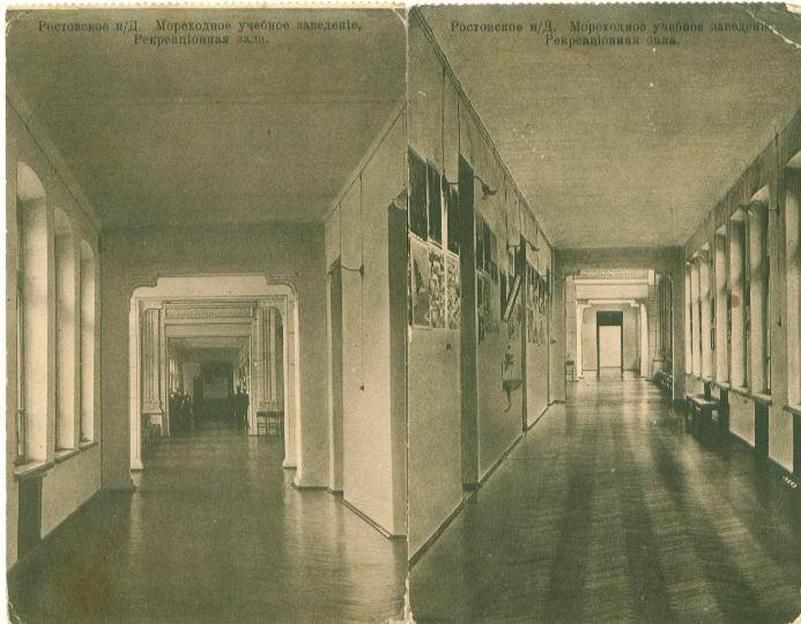
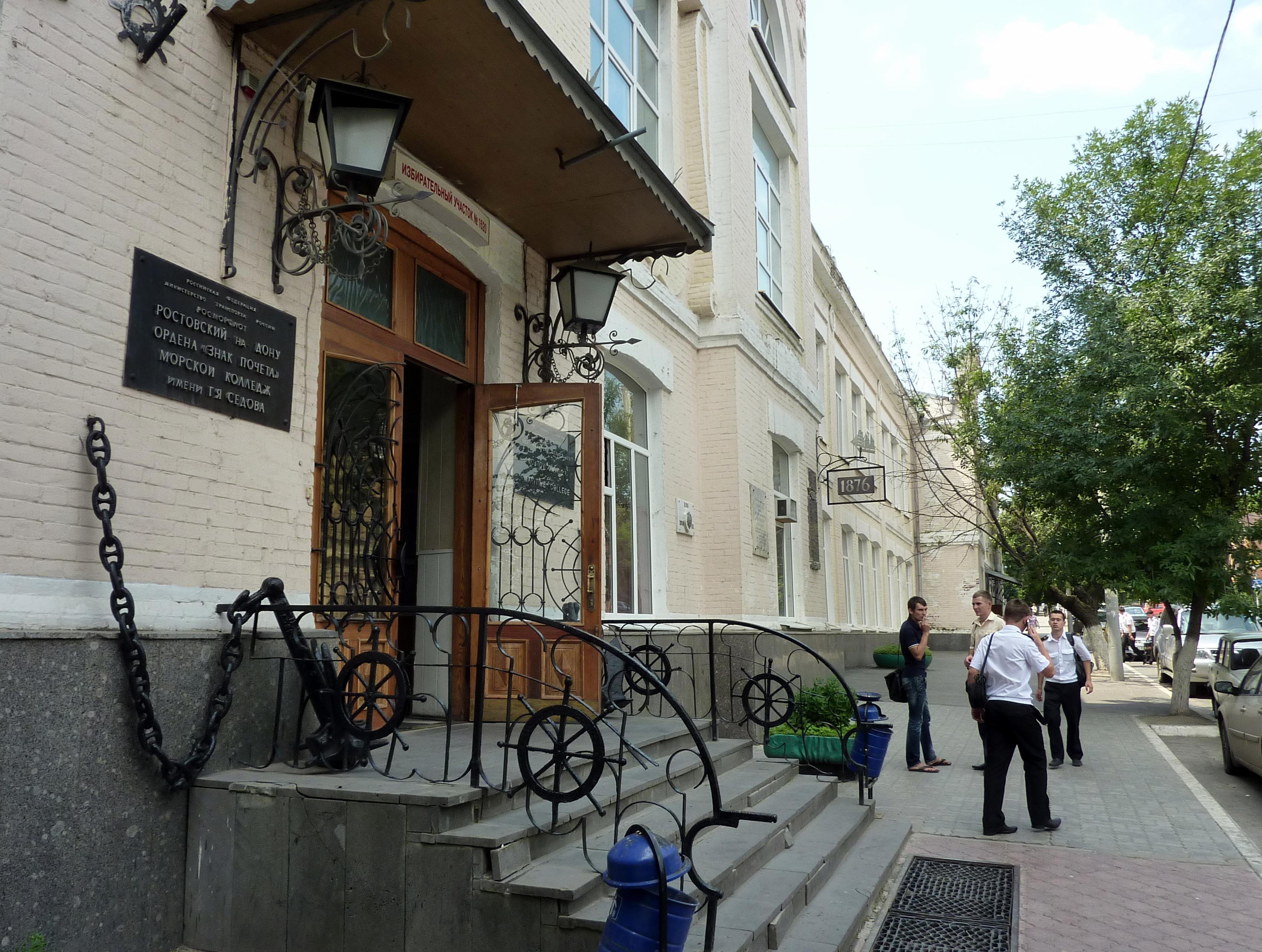